# Автопортрет в тирольской шляпе
«Автопортрет в тирольской шляпе» (нем. Selbstporträt mit Tiroler Hut) — картина в стиле импрессионизма немецкого художника Ловиса Коринта, написана в 1913 году во время пребывания живописца в Ортизеи, в Южном Тироле и представляет собой живопись маслом на холсте размером 80×60 см. В настоящее время хранится в музее Фолькванг в Эссене.

## Описание
На картине изображён погрудный портрет мужчины в традиционном южно-тирольском костюме — зеленовато-черном клетчатом пиджаке, который супруга автора Шарлотта Беренд-Коринт описала в каталоге, как «черно-зелёную клетчатую куртку», из-под которой выглядывает белая поношенная рубаха с высоким воротником. На голове у художника тирольская шляпа с широким кожаным ремешком, украшенная фазаньим пером. В нижнем левом углу картины видна правая рука живописца, в которой он держит несколько кистей и палитру.
Грудь мужчины на картине повернута влево. Лицо изображено фронтально, взгляд мужчины устремлён на зрителя; на правой стороне лица заметна лёгкая тень. Фон картины белый и светло-голубой. В верхнем левом углу написана дата 5 августа 1913 года. На правой стороны картины содержится надпись «Эго», а под ней другая надпись — «Ловис Коринт. Санкт-Ульрих. Грёден».

## История создания
Автопортрет был написан живописцем во время поездки в Санкт-Ульрих (ныне Ортизеи) в Грёдене, в Южном Тироле в 1913 году. Коринт отдыхал здесь вместе с семьёй. Во время отдыха, кроме автопортрета, им были написаны  портреты дочери («Голый ребёнок в лохани», «Вильгельмина в традиционном костюме») и жены («Девушка у ручья в лесу», «Тирольская девушка с кошкой»), а также пейзажи «Мост в Тироле» и «Санкт-Ульрих в Грёдене».
Коринты уже отдыхали здесь в 1911 году, когда живописцем была написана картина «Любовь матери», на которой Шарлотта Беренд-Коринт изображена с их сыном Томасом. В декабре 1911 года у Ловиса Коринта случился инсульт, парализовавший правую сторону лица и правую часть тела.
Ловис Коринт оставил после себя многочисленные автопортреты, которые он писал на свои дни рождения. «Автопортрет в тирольской шляпе» принадлежит к этой серии. Он был написан в 1913 году после «Автопортрета в черной шляпе», который был первым автопортретом, написанным живописцем после инсульта в декабре 1911 года. Ныне эта картина находится в частной коллекции. По сравнению с последним, написанным в состоянии отчаяния, на «Автопортрете в тирольской шляпе» художник выглядит более спокойным, несмотря на строгий взгляд. Настроение усилено яркими красками, которыми изображён художник, на светлом фоне.
Тем не менее, инсульт, приведший к частичному параличу, отразился на композиции изображения и положении автора на картине. В автопортретах до 1912 года он, как правило, изображал себя фронтально с акцентом на правой стороне лица. После 1912 года художник перенёс акцент на левую сторону лица, изображая парализованную часть в тени. Кроме того, выражение лица на его автопортретах стало более серьезными. По словам Шарлотты Беренд-Коринт «Автопортрет в чёрной шляпе», стал «первым из многих автопортретов, который содержит выражение глубокой грусти их автора».

## Провенанс
«Автопортрет в тирольской шляпе» до 1917 года находился в частной коллекции O. Гермеса, который в 1918 году продал картину музею Фолькванга. В 1937 году нацисты, в числе 1400 других полотен, исключили картину из собрания музея. Затем она, со штампом «конфискованное дегенеративное искусство», была продана ими за границу и находилась в частной коллекции. В 1967 году автопортрет был приобретен музеем Фолькванга и вернулся в его собрание.